# Nou Teatre Txec
El Nou Teatre Txec fou un teatre de Praga que estava situat als voltants del que avui és la cantonada dels carrers d'Anglaterra i Skretova. Va ser la seu d'estiu del Teatre Provisional entre 1876 i 1885, ja que, per la seva mida, s'adaptava molt millor per a la posada en escena de produccions de gran escala.
L'autor de l'edifici fou Antonín Baum. La primera actuació va tenir lloc el 6 d'agost de 1876. No s'utilitzava a l'hivern per la dificultat d'escalfar per seva estructura de fusta. Després de reconstruir el Teatre Nacional el 1883, el 1885 va ser demolit l'edifici. En el seu lloc es troba una casa amb una cafeteria i restaurant.